# Cecilio Ruiz Castañeda
Cecilio Ruiz Castañeda (Láchar, Granada, 24 de agosto de 1904 - Ciudad de México, 13 de abril de 1978) fue un agricultor y militar español durante la guerra civil española. 

## Actividad política
Fue miembro de la Unión General de Trabajadores (UGT) y afiliado a la Agrupación Socialista de Granada. Durante la guerra civil española fue capitán de Infantería. 

## Exilio
Cuando finalizó la guerra el 1 de abril de 1939, se exilió en Francia y fue recluido en el Campo de concentración de Argelès-sur-Mer. Posteriormente, el 13 de junio de 1939, viajó junto con otros 997 refugiados desde Francia a México a bordo del barco Ipanema, llegando al puerto de Veracruz el 7 de julio de 1939. Inicialmente residió y trabajó en Morelia, Michoacán y ulteriormente en el Distrito Federal hasta su muerte en 1978.